# 蓋蒂石油
盖蒂石油（Getty Oil）是一家美国石油公司，由保罗·盖蒂创建于1942年。

## 历史

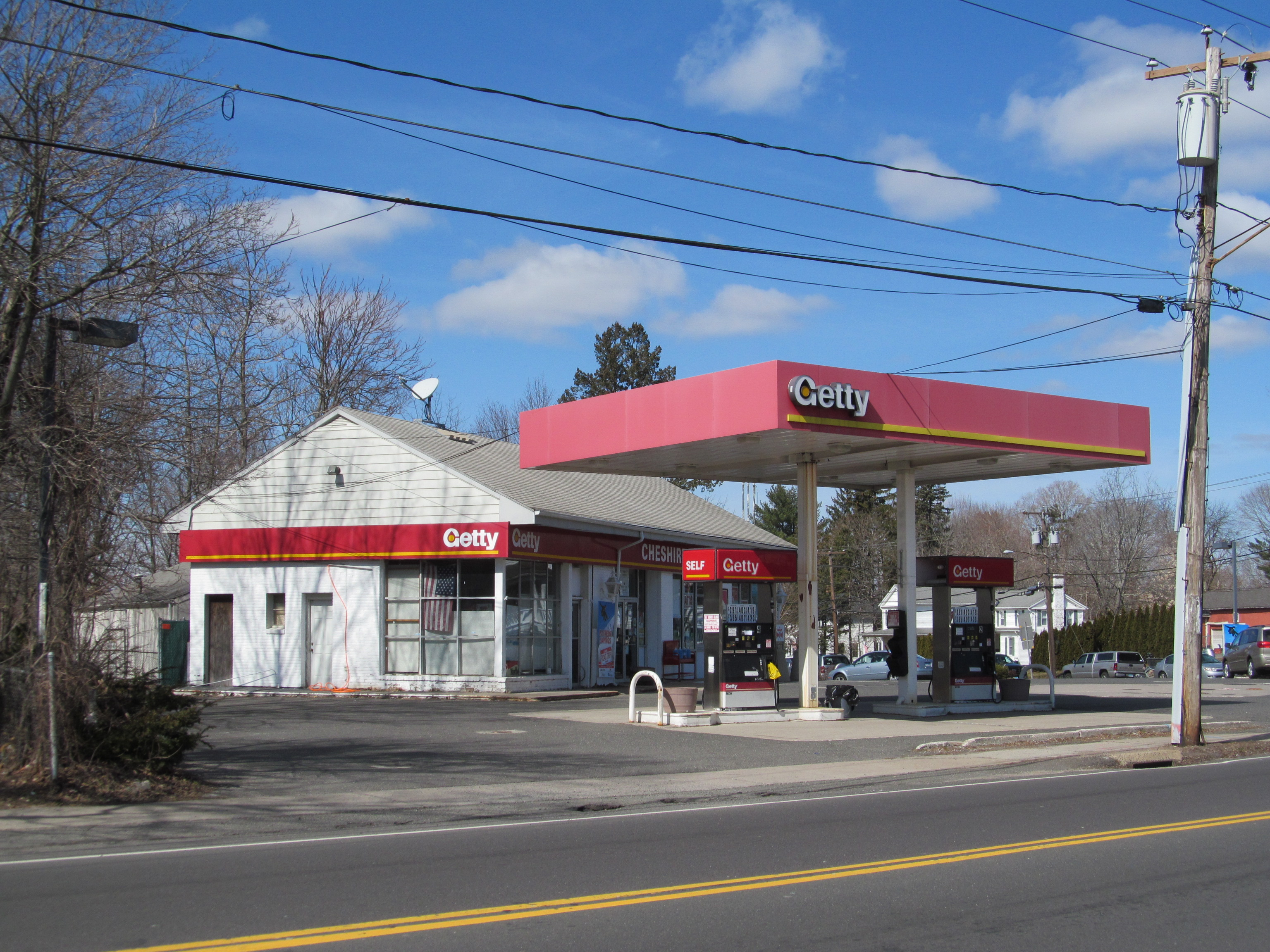
蓋蒂石油加油站

该公司由保罗·盖蒂创建于1942年。他死后戈登·盖蒂和盖蒂家族继续掌控公司。
1984年，戈登·盖蒂在Pennzoil已达成协议的时候毁约将盖蒂石油卖给了Texaco。1985年11月19日，在经过一番诉讼之后，Pennzoil从Texaco获赔105.3亿美元。后来该公司又几经转手，2007年被Westerhoudt AG收购。